# Lady Starlight (singolo)
Lady Starlight è un brano degli Scorpions inserito nell'album Animal Magnetism e pubblicato nel 1980.
Il brano, scritto da Schenker e Meine, rappresenta il punto più melodico dell'album ed uno dei suoi migliori successi assieme a Make it Real e The Zoo.
Il singolo, un 7" con solo questa canzone, è stato pubblicato solo in Europa, in Giappone era già in circolazione Only a Man che conteneva come b-side proprio Lady Starlight.
È presente anche nell'album del 2000 Moment of Glory con la Berlin Philharmonic Orchestra.

## Traccia
1. Lady Starlight (Schenker, Meine) - 6:15

## Formazione
- Klaus Meine - voce
- Matthias Jabs - chitarra
- Rudolf Schenker - chitarra
- Francis Buchholz - basso
- Herman Rarebell - batteria